# The Midget Stays in the Picture
Midget Stays in the Picture là một bộ phim ngắn đã được chiếu tại nhiều lễ hội và buổi chiếu khác nhau. Phim có sự tham gia của Larry Nicholas và Julie Benz. Bộ phim được đạo diễn và viết bởi Art Edler Brown. Phim được chiếu lần đầu tại Liên hoan phim ngắn quốc tế Los Angeles.

## Nội dung
Bộ phim kể về một diễn viên đầy tham vọng nhưng lại là một người lùn.

## Diễn viên
- Larry Nicholas trong vai Midget
- Jerry Douglas với tư cách là Chủ tịch Studio
- Susan Wood với tư cách là đại lý công suất cao
- Eric Scott Woods trong vai trợ lý của cô ấy
- Anthony Sparango trong vai Midget Wrangler
- Julie Benz trong vai nữ diễn viên hạng A
- Christopher B. Duncan trong vai diễn viên hạng A
- John Kassir là Giám đốc B-List